# Diuranthera inarticulata
Diuranthera inarticulata är en sparrisväxtart som beskrevs av Fa Tsuan Wang och Kai Yung Lang. Diuranthera inarticulata ingår i släktet Diuranthera och familjen sparrisväxter. Inga underarter finns listade i Catalogue of Life.